# 1904년 하계 올림픽 육상 남자 마라톤

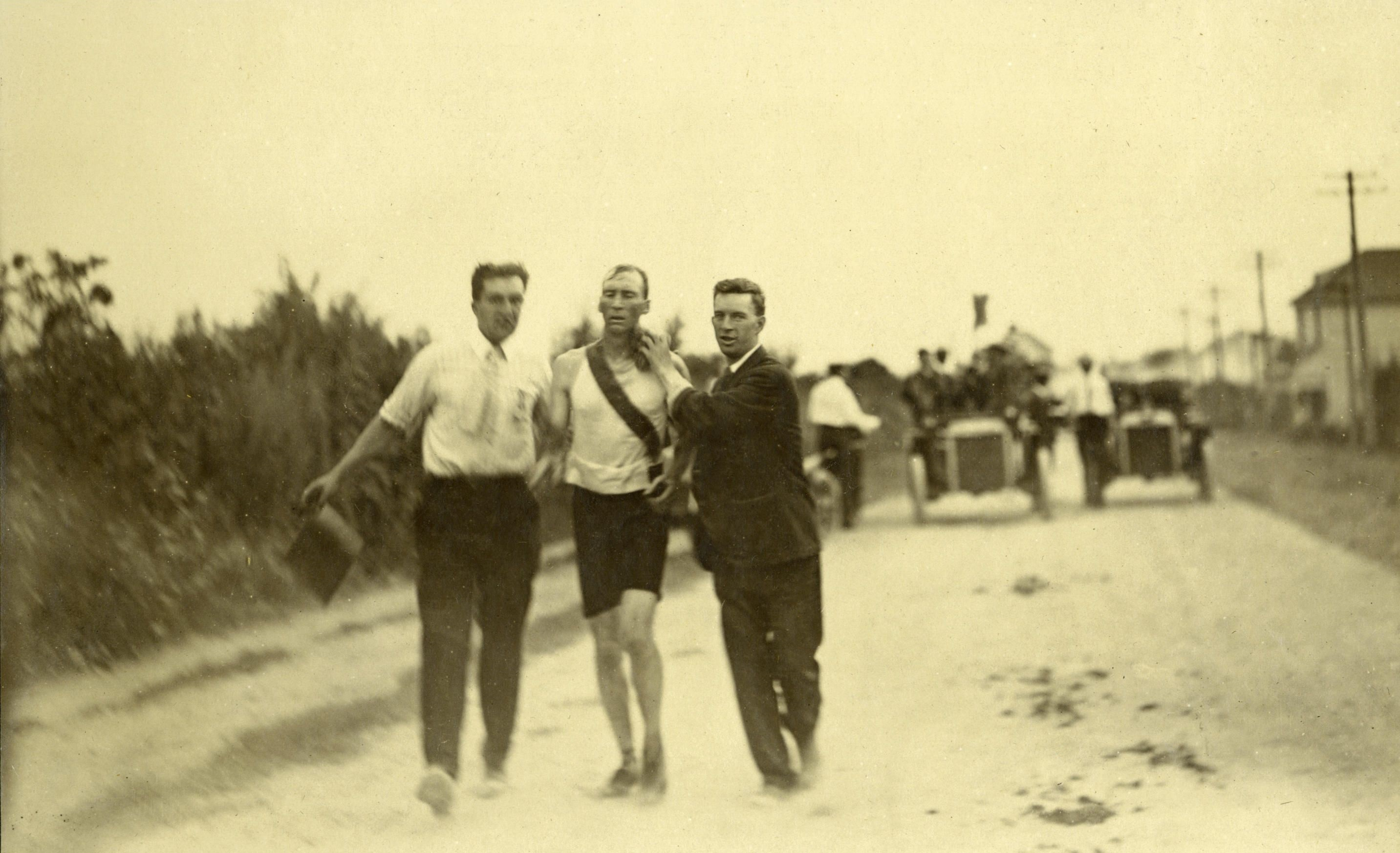
토머스 J. 힉스의 경기 모습

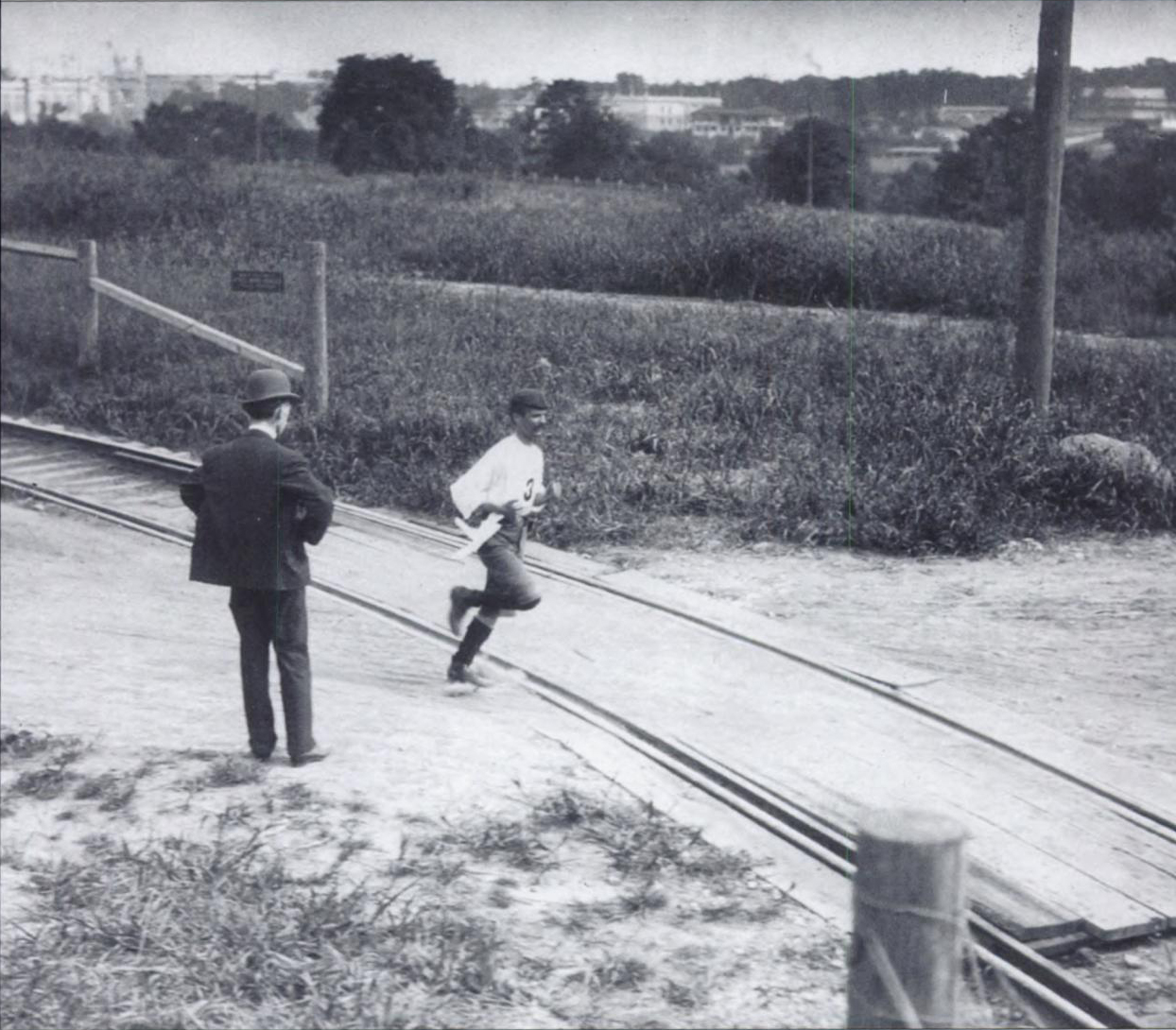
안다린 카르바할의 경기 모습

1904년 하계 올림픽 육상 남자 마라톤은 미국 세인트루이스에서 개최된 1904년 하계 올림픽 육상의 세부 종목이다. 8월 30일에 4개국에서 32명의 선수가 참가하였다. 경기 진행 거리는 40km이다.
토머스 J. 힉스가 3시간 28분 53초의 기록으로 우승했다. 하지만 토머스 J. 힉스는 원래 1위로 결승선을 통과하지 않았고, 프레더릭 로즈 다음으로 통과했다. 하지만 프레더릭 로즈는 9마일을 달린 후에 경주를 포기한 후, 차를 이용하여 코스의 대부분을 이동하여 결승선 5마일 전에 다시 경주를 시작했다. 이런 행위는 이것을 단지 농담이라고 주장한 심판에게 발각되어 로즈는 실격되었다.
만약 오늘날의 규정대로 경기를 했더라면 토머스 J. 힉스도 실격 되었을 것이다. 왜냐하면 그의 도우미가 축 처질정도로 안좋은 경주를 펼치자 약 1mg의 스트리크닌과 약간의 브랜드를 먹였기 때문이다. 처음에 스트리크닌을 먹고나서도 별로 효력이 오래가지 않자 그에게 다른 것을 주었던 것이다. 결과적으로 그는 결승점을 지난 다음에 쓰러졌다. 한번 더 복용했다면 이는 치명적이었을 것이다. 오늘날의 마라톤 경기에서는 스트리크닌은 금지 약물이다.

## 기록

### 기존 기록
| 유형 | 선수                  | 기록     | 장소   | 날짜            |
| ---- | --------------------- | -------- | ------ | --------------- |
|      |                       | -        |        |                 |
|      | 스피리돈 루이스 (GRE) | 2'58:50* | 아테네 | 1896년 4월 10일 |

* 40km 거리 기록이다.

## 경기 결과
| 순위 | 선수                          | 기록    |
| ---- | ----------------------------- | ------- |
| 1    | 토머스 J. 힉스 (USA)          | 3:28:53 |
| 2    | 알버트 코레이 (FRA) ·         | 3:34:52 |
| 3    | 아서 L. 뉴턴 (USA)            | 3:47:33 |
| 4    | 안다린 카르바할 (CUB)         |         |
| 5    | 디미트리오스 벨룰리스 (GRE)   |         |
| 6    | 데이비드 니랜드 (USA)         |         |
| 7    | 헨리 브롤리 (USA)             |         |
| 8    | 시드니 해치 (USA)             |         |
| 9    | 렌 타우 (RSA)                 |         |
| 10   | 크리스토스 제쿠리티스 (GRE)   |         |
| 11   | F. P. 데블린 (USA)            |         |
| 12   | 얀 마시아니 (RSA)             |         |
| 13   | 존 펄러 (USA)                 |         |
| 14   | 안드류 오이코노무 (GRE)       |         |
| DNF  | 에드워드 P. 카 (USA)          |         |
| DNF  | 게오르기오스 드로소스 (GRE)   |         |
| DNF  | 로버트 포월러 (USA)           |         |
| DNF  | 존 포이 (USA)                 |         |
| DNF  | 윌리엄 거시아 (USA)           |         |
| DNF  | 카릴라오스 기안나카스 (GRE)   |         |
| DNF  | 버티 해리스 (RSA)             |         |
| DNF  | 토머스 J. 케네디 (USA)        |         |
| DNF  | 존 로던 (USA)                 |         |
| DNF  | 이오아니스 루그키트사스 (GRE) |         |
| DNF  | 게오르기오스 루리다스 (GRE)   |         |
| DNF  | 사무엘 멀러 (USA)             |         |
| DNF  | 프랭크 피어스 (USA)           |         |
| DNF  | 페트로스 피필레스 (GRE)       |         |
| DNF  | 가이 포터 (USA)               |         |
| DNF  | 마이클 스프링 (USA)           |         |
| DNF  | 게오르기오스 밤카이티스 (GRE) |         |
| DISQ | 프레더릭 로즈 (USA)           | 3:13:00 |

## 메달리스트
| 종목        | 금                    | 은                   | 동                  |
| ----------- | --------------------- | -------------------- | ------------------- |
| 남자 마라톤 | 토머스 J. 힉스 · 미국 | 알버트 코레이 · 미국 | 아서 L. 뉴턴 · 미국 |

## 범례
|  | 세계 신기록                  |  |                   | 아프리카 신기록 |                      | Q | 예선 통과 |
|  | 올림픽 신기록                |  | 북아메리카 신기록 | DNS             | 경기를 시작하지 않음 |   |           |
|  |                              |  | 아시아 신기록     | DNF             | 경기를 마치지 않음   |   |           |
|  | 국가 신기록                  |  | 유럽 신기록       | DSQ             | 실격                 |   |           |
|  | 개인 최고 기록 (개인 신기록) |  | 오세아니아 신기록 | WD              | 기권                 |   |           |
|  | 시즌 최고 기록 (시즌 신기록) |  | 남아메리카 신기록 | NM              | 기록 없음            |   |           |

## 참고 문헌
- 국제 올림픽 위원회 - 1904년 하계 올림픽 육상 경기 결과 (영어)
- (영어) George Seymour Lyon - Olympic Individual gold medal winner 1904
- (폴란드어) Pawel, Wudarski (1999). “Wyniki Igrzysk Olimpijskich”. 2008년 10월 14일에 원본 문서에서 보존된 문서. 2006년 12월 17일에 확인함.
- (영어) “Athletics at the 1904 St. Louis Summer Games: Men's Marathon”. sports-reference.com. 2008년 12월 5일에 원본 문서에서 보존된 문서. 2010년 9월 20일에 확인함.
- (영어) De Wael, Herman. “Herman's Full Olympians: "Athletics 1904".”. 2016년 3월 5일에 원본 문서에서 보존된 문서. 2019년 1월 26일에 확인함.